# Арктический колледж Нунавута
Арктический колледж Нунавута (инуктитут ᓄᓇᕗᒻᒥᓯᓚᑦᑐᖅᓴᕐᕕᒃ, англ. Nunavut Arctic College, фр. Collège de l’Arctique du Nunavut, инуиннактун: Nunavunmi Inirnirit Iliharviat) — государственное образовательное учреждение, финансируемое Законодательным собранием Нунавута. Арктический колледж имеет несколько кампусов и обучающих центров, расположенных в каждом населённом пункте канадской территории Нунавут.

## История
Арктический колледж возник на базе созданного в 1968 году правительством Северо-Западных территорий Центра профессионального обучения для взрослых. Окончательная реорганизации произошла в 1999 году с официальным образованием территории Нунавут.
В 2016 году проводились исследования по возможности реорганизации Арктического колледжа в полноценный университет, в ходе которых выяснилось, что правительство Нунавута скорее откроет новое учебное заведение, которое будет тесно взаимодействовать с колледжем, а национальная организация Университеты Канады, насчитывающая 97 учреждений-членов, заметили, что колледж Нунавута не обладает достаточным количеством студентов, занятых обучением полный рабочий день.

## Структура
Арктический колледж имеет три кампуса: Нунатта (Nunatta), Китикмеот (Kitikmeot) и Киваллик (Kivalliq), а также 24 общеобразовательных центра:
- Штаб-квартира колледжа расположена в Арвиате, поселении в составе региона Киваллик.
- Кампус Китикмеот (Kangok Road) — в Кеймбридж-Бей, административном центре региона Китикмеот. В 2016 году было завершено строительство новой резиденции, с детским садом, учебным центром и общежитием[5].
- Кампус Киваллик — в поселении Ранкин-Инлет, там же расположены учебный центр Нунавута (Sanatuliqsarvik или Nunavut Trades Training Centre) и Киваллик-Холл.
- Кампус Нунатта — в Икалуите.
- Исследовательский институт Нунавута (Nunavut Research Institute) с центрами в Арвиате, Кеймбридж-Бей, Ранкин-Инлет, Икалуите и Иглулике. Именно институт выдает лицензии на проведение полевых исследовательских работ (ежегодно около 150)[2].
- Инуитский центр культурного обучения (Piqqusilirivvik) расположен в Клайд-Ривер, его структурные подразделения — в поселениях Бейкер-Лейк и Иглулик. Студенты, занимающиеся декоративно-прикладным искусством, участвуют в различных фестивалях и конкурсах, завоевывают престижные награды[6].

В кампусах доступно жильё для постоянного проживания студентов. Также колледж предоставляет место для чтения лекций юридической школы Akitsiraq и состоит в международной ассоциации приполярных университетов «Университет Арктики» (UArctic). Другие партнёрства (образование, право, сестринское дело) включают:
- Программа обучения учителей Нунавета[англ.] (NTEP) с Университетом Реджайны;
- Программа сестринского дела с галифакским Университетом Далхаузи;
- Программы по управлению персоналом и изучению языка и традиционных знаний c Манитобским университетом;
- Программа по изучению иностранных языков с Университетом МакГилл;
- Получение академической степени Бакалавра гуманитарных наук в Карлтонском университете;
- Программа по изучению права с Викторианским университетом.
- В 2017 году была запущена новая программа по изучению права между Арктическим и юридическим колледжем[англ.] университета Саскачевана[8].

## Индейский вопрос
Здание Киваллик-Холл (Kivalliq Hall) в Ранкин-Инлет было построено в 1984 году правительством Северо-Западных территорий и использовалось как школа-интернат для обучения местного населения (в возрасте от 14 до 21 года) с 1985 по 1995 годы. Сейчас некоторые рассматривают это заведение как типичную школу-интернат для индейцев, так как не весь персонал были инуитами. В связи с этим и существующими разногласиями по индейскому вопросу в Канаде, претензии к бывшему интернату Киваллик-Холл иногда ошибочно адресуют и в адрес Арктического колледжа Нунавута.